# Nkalakala
Nkalakala ist ein ländlicher Verwaltungsbezirk (englisch Ward) des Distrikts Mkalama in der tansanischen Region Singida.

## Geografie
Nkalakala ist ein Bezirk im nördlichen Zentralteil von Tansania etwa 60 Kilometer Luftlinie nördlich der Regionshauptstadt Singida. Bei der Volkszählung 2022 lebten 11.029 Menschen in 2232 Haushalten auf einer Fläche von 67 Quadratkilometern.
Der Bezirk grenzt an vier Bezirke des Distrikts Mkalama:
|         | Nkinto                                      |        |
| Miganga | Kompassrose, die auf Nachbargemeinden zeigt | Mwanga |
|         | Nduguti                                     |        |

## Gliederung
Der Bezirk besteht aus vier Gemeinden (swahili Mtaa) mit 15 Orten (Kitongoji):
| Malaja - Nyerere - Mwinyi - Jumbe - Sokoine | Mkungulu - Mwangaza - Ufunguo - Bwawani | Nkalakala - Jumbe - Kawawa - Sethi - Lumumba - Karume | Marera - Tanganyika - Kazamoyo - Marera |

## Infrastruktur
- Bildung: Im Bezirk liegen zwei weiterführende Schulen.[7] Die Malaja Secondary School und die Seth Benjamin Secondary School sind beides staatliche Tagesschulen mit einer Ausbildung bis zur 4. Stufe.[8][9]
- Gesundheit: In Nkalakala gibt es eine öffentliche Apotheke.[10]